# Distrito de Laval
El distrito de Laval es un distrito (en francés arrondissement) de Francia, que se localiza en el departamento de Mayenne, de la región de Países del Loira (en francés Pays de la Loire). Cuenta con 13 cantones y 88 comunas.

## División territorial

### Cantones
Los cantones del distrito de Laval son:
1. Cantón de Argentré
2. Cantón de Chailland
3. Cantón de Évron
4. Cantón de Laval-Est
5. Cantón de Laval-Nord-Est
6. Cantón de Laval-Nord-Ouest
7. Cantón de Laval-Saint-Nicolas
8. Cantón de Laval-Sud-Ouest
9. Cantón de Loiron
10. Cantón de Meslay-du-Maine
11. Cantón de Montsûrs
12. Cantón de Saint-Berthevin
13. Cantón de Sainte-Suzanne

### Comunas
| 1. Ahuillé (53001)                    | 2. Andouillé (53005)                | 3. Argentré (53007)                    | 4. Arquenay (53009)                    |
| 5. Assé-le-Bérenger (53010)           | 6. Astillé (53011)                  | 7. La Baconnière (53015)               | 8. Bannes (53019)                      |
| 9. La Bazouge-de-Chemeré (53022)      | 10. Bazougers (53025)               | 11. Beaulieu-sur-Oudon (53026)         | 12. Le Bignon-du-Maine (53030)         |
| 13. La Bigottière (53031)             | 14. Blandouet (53032)               | 15. Bonchamp-lès-Laval (53034)         | 16. Le Bourgneuf-la-Forêt (53039)      |
| 17. Bourgon (53040)                   | 18. Brée (53043)                    | 19. La Brûlatte (53045)                | 20. Chailland (53048)                  |
| 21. Chammes (53050)                   | 22. Changé (53054)                  | 23. La Chapelle-Anthenaise (53056)     | 24. La Chapelle-Rainsouin (53059)      |
| 25. Châlons-du-Maine (53049)          | 26. Châtres-la-Forêt (53065)        | 27. Chémeré-le-Roi (53067)             | 28. Cossé-en-Champagne (53076)         |
| 29. Courbeveille (53082)              | 30. La Croixille (53086)            | 31. La Cropte (53087)                  | 32. Deux-Évailles (53092)              |
| 33. Entrammes (53094)                 | 34. Forcé (53099)                   | 35. Le Genest-Saint-Isle (53103)       | 36. Gesnes (53105)                     |
| 37. La Gravelle (53108)               | 38. L'Huisserie (53119)             | 39. Juvigné (53123)                    | 40. Launay-Villiers (53129)            |
| 41. Laval (53130)                     | 42. Livet (53134)                   | 43. Loiron (53137)                     | 44. Louverné (53140)                   |
| 45. Louvigné (53141)                  | 46. Maisoncelles-du-Maine (53143)   | 47. Meslay-du-Maine (53152)            | 48. Montflours (53156)                 |
| 49. Montigné-le-Brillant (53157)      | 50. Montjean (53158)                | 51. Montourtier (53159)                | 52. Montsûrs (53161)                   |
| 53. Mézangers (53153)                 | 54. Neau (53163)                    | 55. Nuillé-sur-Vicoin (53168)          | 56. Olivet (53169)                     |
| 57. Parné-sur-Roc (53175)             | 58. Port-Brillet (53182)            | 59. Ruillé-le-Gravelais (53194)        | 60. Saint-Berthevin (53201)            |
| 61. Saint-Christophe-du-Luat (53207)  | 62. Saint-Cyr-le-Gravelais (53209)  | 63. Saint-Céneré (53205)               | 64. Saint-Denis-du-Maine (53212)       |
| 65. Saint-Georges-le-Fléchard (53220) | 66. Saint-Georges-sur-Erve (53221)  | 67. Saint-Germain-le-Fouilloux (53224) | 68. Saint-Germain-le-Guillaume (53225) |
| 69. Saint-Hilaire-du-Maine (53226)    | 70. Saint-Jean-sur-Erve (53228)     | 71. Saint-Jean-sur-Mayenne (53229)     | 72. Saint-Léger (53232)                |
| 73. Saint-Ouën-des-Toits (53243)      | 74. Saint-Ouën-des-Vallons (53244)  | 75. Saint-Pierre-des-Landes (53245)    | 76. Saint-Pierre-la-Cour (53247)       |
| 77. Saint-Pierre-sur-Erve (53248)     | 78. Sainte-Gemmes-le-Robert (53218) | 79. Sainte-Suzanne (53255)             | 80. Saulges (53257)                    |
| 81. Soulgé-sur-Ouette (53262)         | 82. Thorigné-en-Charnie (53264)     | 83. Torcé-Viviers-en-Charnie (53265)   | 84. Vaiges (53267)                     |
| 85. Vimarcé (53274)                   | 86. Voutré (53276)                  | 87. Épineux-le-Seguin (53095)          | 88. Évron (53097)                      |